# NGC 311
NGC 311 is een lensvormig sterrenstelsel in het sterrenbeeld Vissen. NGC 311 staat op ongeveer 209 miljoen lichtjaar van de Aarde.
NGC 311 werd op 15 september 1828 ontdekt door de Britse astronoom John Herschel.

## Synoniemen
- PGC 3434
- UGC 592
- MCG 5-3-28
- ZWG 501.49